# Benilloba
Benilloba è un comune spagnolo situato nella comunità autonoma Valenciana.